# Pelexia goninensis
Pelexia goninensis là một loài thực vật có hoa trong họ Lan. Loài này được (Pulle) Schltr. mô tả khoa học đầu tiên năm 1920.